# Герта Боте
Герта Гертруда Боте (нім. Herta Gertrude Bothe; 8 січня 1921, Тетеров  — 16 березня 2000) — наглядачка жіночих концентраційних таборів. Була неодноразово заарештована за звинуваченням у військових злочинах, засуджена до тюремного ув'язнення, але пізніше звільнена.

## Біографія
Боте допомагала своєму батькові, який мав магазин деревини, деякий час служила на фабриці. У 1939 році вступила до Союзу німецьких дівчат, де мала високі результати з легкої атлетики. У 1940 році влаштувалася на роботу в німецький шпиталь в якості медичної сестри.
У 1942 році отримала запрошення на роботу наглядачкою в концентраційний табір Равенсбрюк. Після чотиритижневого попереднього навчання Боте була відправлена в Штуттгоф — концтабір, який перебував поблизу від міста Данциг. У ньому Боте отримала прізвисько «Штуттгофська садистка» через жорстоке поводження з жінками-в'язнями.
У липні 1944 року була послана Ґердою Штайнгоф в концтабір Бромберг-Ост. З 21 січня 1945 року Боте була наглядачкою під час маршу смерті в'язнів, що проходив від центральної Польщі до табору Берген-Бельзен. Марш закінчився 20-26 лютого 1945 року. В Берген-Бельзені Боте керувала загоном жінок, що складався з 60 осіб і займалися виробництвом деревини.

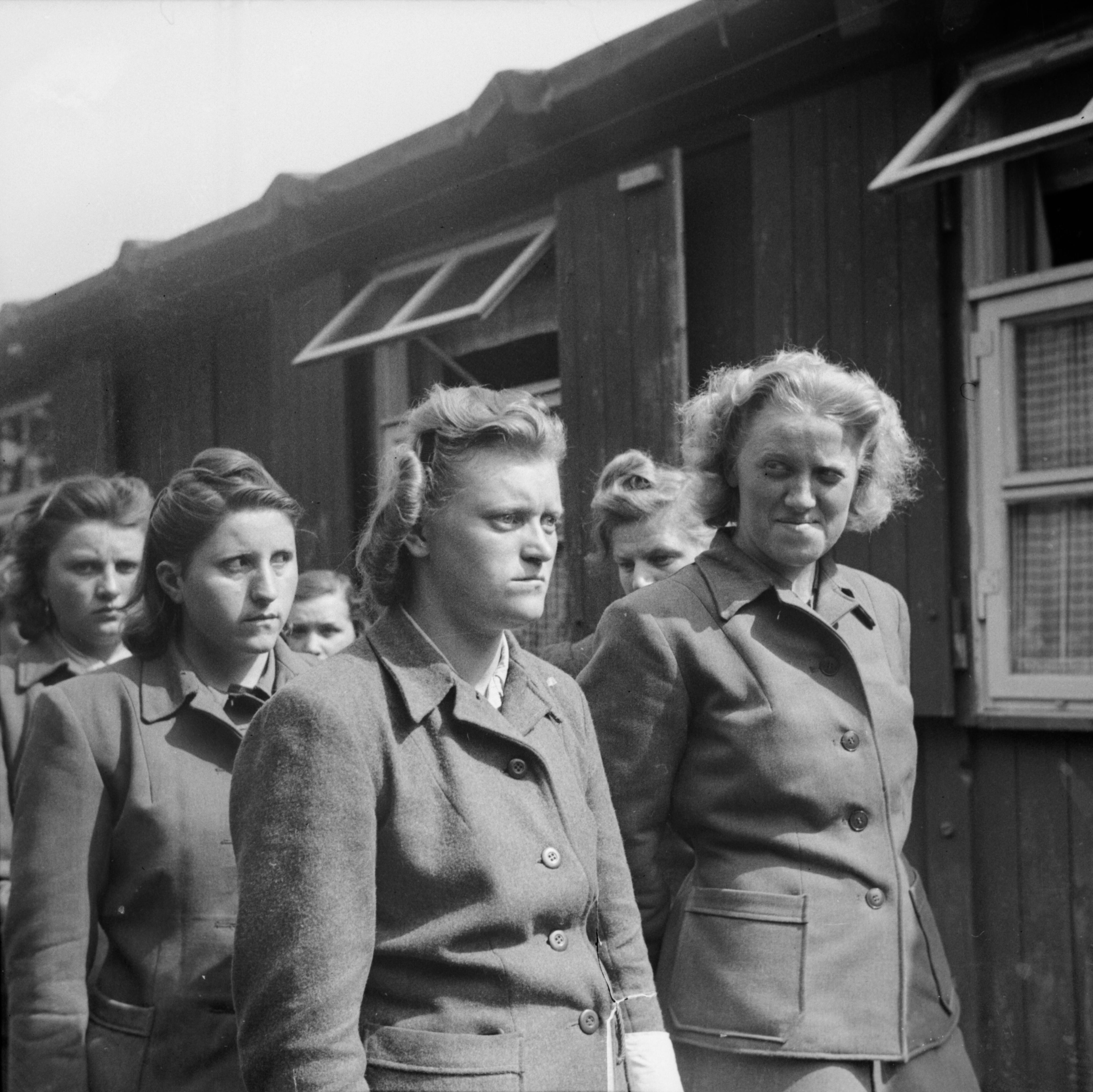
Наглядачки концтабору Берген-Бельзен під час звільнення табору (19 квітня 1945). Боте — крайня праворуч.

Після звільнення табору була заарештована. На Бельзенському процесі засуджена до 10 років ув'язнення. Боте визнала, що била в'язнів, але жодного не вбила, проте знайшлися свідки, які повністю це спростували. Відпущена раніше зазначеного терміну 22 грудня 1951 року через поблажливість британського уряду. Решту життя прожила в Німеччині під прізвищем Ланге. У 2004 році в документальному серіалі «Holokaust» було показано її інтерв'ю, записане в 1997 році. У ньому вона заявила: «Допустила я помилку? Ні. Помилка була в тому, що це був концентраційний табір, а я повинна була в ньому працювати, інакше б мене саму посадили в нього. Ось це була моя помилка.»